# 新中镇 (巩义市)
新中镇，是中华人民共和国河南省郑州市巩义市下辖的一个乡镇级行政单位。

## 行政区划
新中镇下辖以下地区：
新中矿区社区、茶店村、新中村、温堂村、岭沟村、灵官殿村、亚沟村、楝树口村、池沟村、石店村、杨树沟村、峡峪村、老庙村、桃花峪村、天井坑村和教练坑村。